# Silenciamento genético
Silenciamento genético é a regulação da expressão genética numa célula que impede a expressão de determinado gene. O silenciamento genético pode ocorrer durante a transcrição ou tradução é é frequentemente usado em investigação científica.